# Neógeno
| Era Eratema | Período Sistema | Época Serie | Inicio (millones años) |
| ----------- | --------------- | ----------- | ---------------------- |
| Cenozoico   | Cuaternario     | Holoceno    | 0,0117                 |
| Cenozoico   | Cuaternario     | Pleistoceno | 2,58                   |
| Cenozoico   | Neógeno         | Plioceno    | 5,33                   |
| Cenozoico   | Neógeno         | Mioceno     | 23,04                  |
| Cenozoico   | Paleógeno       | Oligoceno   | 33,9                   |
| Cenozoico   | Paleógeno       | Eoceno      | 56,00                  |
| Cenozoico   | Paleógeno       | Paleoceno   | 66,00                  |

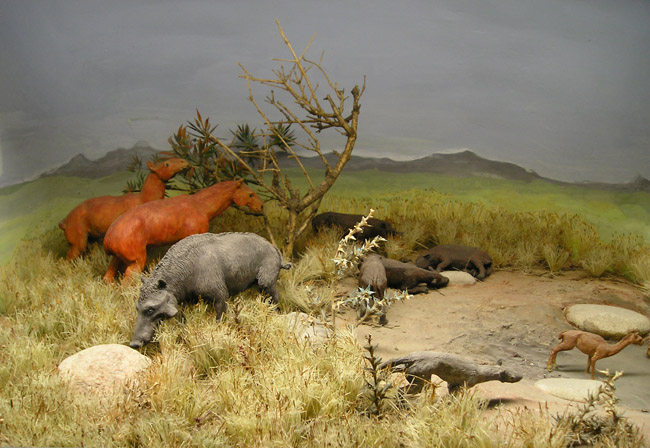
Diorama representando la fauna del Mioceno.

El Neógeno es el segundo período y sistema del Cenozoico en la escala temporal geológica. Sucede al Paleógeno y precede al Cuaternario. Duró desde hace 23,03 hasta hace 2,58 millones de años, cerca de 20 millones de años.
Durante el Neógeno los mamíferos y las aves se desarrollaron bastante. Muchas otras formas se mantuvieron relativamente estables. Tuvieron lugar algunos movimientos continentales, siendo el más significativo la conexión de América del Norte con América del Sur a finales del Plioceno. Además, durante el Neógeno el clima se enfrió, culminando en las glaciaciones del Cuaternario, y se produjo la aparición de los Homínidos. Se tienen registros de los eventos de extinción que ocurrieron en el Atlántico durante el Neógeno tardío.
Hasta el año 2009 se incluía el Gelasiense en el Neógeno, como último piso del Plioceno, pero la Comisión Internacional de Estratigrafía lo trasladó al Cuaternario, para, entre otros motivos, agrupar las edades con ciclos de glaciaciones similares.

## Divisiones
| Era Eratema | Período Sistema | Época Serie | Subépoca Subserie   | Edad Piso                   | Inicio, en millones de años |
| ----------- | --------------- | ----------- | ------------------- | --------------------------- | --------------------------- |
| Cenozoico   | Cuaternario     | Cuaternario | Cuaternario         | Cuaternario                 | 2,58                        |
| Cenozoico   | Neógeno         | Plioceno    | Tardío / Superior   | Piacenziense Piacenziano    | 3,60                        |
| Cenozoico   | Neógeno         | Plioceno    | Temprano / Inferior | Zancliense Zancliano        | 5,33                        |
| Cenozoico   | Neógeno         | Mioceno     | Tardío / Superior   | Messiniense Mesiniano       | 7,25                        |
| Cenozoico   | Neógeno         | Mioceno     | Tardío / Superior   | Tortoniense Tortoniano      | 11,62                       |
| Cenozoico   | Neógeno         | Mioceno     | Medio               | Serravalliense Serravaliano | 13,82                       |
| Cenozoico   | Neógeno         | Mioceno     | Medio               | Langhiense Langhiano        | 15,98                       |
| Cenozoico   | Neógeno         | Mioceno     | Temprano / Inferior | Burdigaliense Burdigaliano  | 20,45                       |
| Cenozoico   | Neógeno         | Mioceno     | Temprano / Inferior | Aquitaniense Aquitaniano    | 23,04                       |
| Cenozoico   | Paleógeno       | Paleógeno   | Paleógeno           | Paleógeno                   | 66,00                       |

El Plioceno se caracteriza por un clima frío y seco. Aparecen los Australopithecina, varios géneros de los mamíferos existentes y los moluscos recientes. Se forma el istmo de Panamá, provocando el Gran Intercambio Americano.
El Mioceno se caracteriza por un clima moderado; orogenia en el hemisferio norte. Desecación del Mediterráneo en el Messiniense. Se hacen reconocibles las familias de los mamíferos y aves modernos. Los caballos y los mastodontes se diversifican. Primeros bosques de Laminariales; la hierba se hace ubicua. Aparecen los primeros simios.

## Paleogeografía
Los continentes continúan su deriva hacia las posiciones actuales. De las modernas características geográficas, solo falta la formación del puente terrestre entre Sudamérica y Norteamérica. Sudamérica deriva al oeste, hacia la zona de subducción del océano Pacífico, provocando tanto el aumento de los Andes como la extensión hacia el sur de la península de Mesoamérica. La separación de ambas Américas se terminó con la formación del istmo de Panamá durante el Plioceno. La formación del istmo tuvo importantes consecuencias en las temperaturas globales, puesto que la cálida corriente oceánica ecuatorial se cortó y comenzó un ciclo de enfriamiento del ahora aislado océano Atlántico, con una bajada de las temperaturas en las aguas del Ártico y Antártico. La formación del istmo también acabó con el aislamiento de la fauna de Sudamérica, lo que provocó la extinción de los ungulados nativos y los carnívoros marsupiales.
La India continuó su colisión con Asia, aumentando las cadenas montañosas de esta región. La colisión de África con Europa continúa formando el mar Mediterráneo y haciendo desaparecer los últimos restos del océano Tetis hace unos 19-12 millones de años. El posterior levantamiento de las montañas de la región mediterránea occidental y un descenso global del nivel del mar se combinaron para causar la desecación del Mediterráneo en el intervalo comprendido entre 6 y 5,33 millones de años. La crisis terminó con la apertura del paso del actual estrecho de Gibraltar y la inundación del Mediterráneo por las aguas del océano Atlántico hace unos 5,33 millones de años. La bajada del nivel del mar también expuso el puente de tierra entre Asia y Alaska.
Depósitos marinos y continentales del Mioceno son comunes en todo el mundo con afloramientos marinos cerca de las costas modernas. Exposiciones continentales bien estudiadas se encuentran en las Grandes Llanuras de los Estados Unidos y en Argentina. Las rocas de Plioceno marino están bien expuestas en el Mediterráneo, India y China. En otros lugares, están expuestos en gran parte cerca de las costas.

## Clima

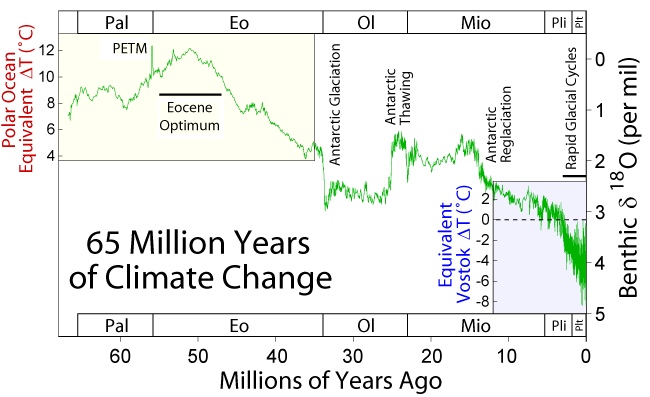
Evolución del clima en los últimos 65 millones de años en base medidas del isótopo ^{18}O. El clima en el Mioceno (centro) era más cálido que en la actualidad (derecha) aunque menos que en el Paleógeno (izquierda). A finales del Mioceno y durante el Plioceno el clima se enfrió.

El Neógeno es en general un período de enfriamiento progresivo, con temperaturas más bajas que durante el Paleógeno y con la glaciación de los polos y de Groenlandia.

### Mioceno
Al principio del Mioceno, volvió a aumentar la temperatura global. Durante la segunda mitad de la época, comenzaron a aparecer pastos similares a la sabana en ambas Américas, por el enfriamiento global y la progresiva aridez del clima. En la Antártida oriental había algunos glaciares durante el Mioceno inferior (hace 23-15 millones de años), pero hace alrededor de 15 millones de años la capa de hielo del hemisferio sur comenzó a crecer hasta su extensión actual.

### Plioceno
Debido al enfriamiento y la aridez el mundo comenzó a parecerse al actual. Los climas eran estacionales, más frescos y secos, similares a los modernos. La formación del istmo de Panamá hace unos 3,5 millones de años cortó la corriente ecuatorial que había existido desde el Cretácico y principios del Cenozoico. Esto puede haber contribuido al enfriamiento de los océanos de todo el mundo. Las capas de hielo en la Antártida crecieron hasta que esta quedó totalmente cubierta por los glaciares. El manto de hielo de Groenlandia se desarrolló más tarde, hace alrededor de 3 millones de años. La formación de la capa de hielo del Ártico en torno a 3 millones de años atrás está señalada por un brusco cambio en las relaciones isotópicas de oxígeno y en los sedimentos del Atlántico Norte y el Pacífico. En latitudes medias, la glaciación estaba probablemente en marcha antes de finales de la época. El enfriamiento global que se produjo durante el Plioceno puede haber estimulado la desaparición de los bosques y la difusión de los pastizales y sabanas. En el Plioceno inferior aparecieron herbívoros de gran tamaño, y con estos llegaron grandes carnívoros especializados. Respecto a los herbívoros más pequeños, los pacedores corrieron mucha mejor suerte que los ramoneadores.

## Paleozoología
Ocurrió una modernización de los vertebrados (se expandieron serpientes, paseriformes, ranas, ratas y ratones).

### Paleozoología marina
En los océanos aparecen las primeras algas coralinas que franquean los arrecifes actuales. Se da una diversificación y radiación adaptativa de ballenas, delfines y cachalotes. Las globigerinas, seriamente diezmadas en la Extinción Eocena, se expanden de nuevo en el Mioceno y constituyen unos excelentes fósiles-guía en los medios marinos. En el Neógeno tiene lugar la expansión de diatomeas de agua dulce (Pennales), que se habían originado en el Paleógeno. En el Mioceno comprenden 2000 especies, alcanzando una posición ecológica similar a la actual como productores primarios de agua dulce.

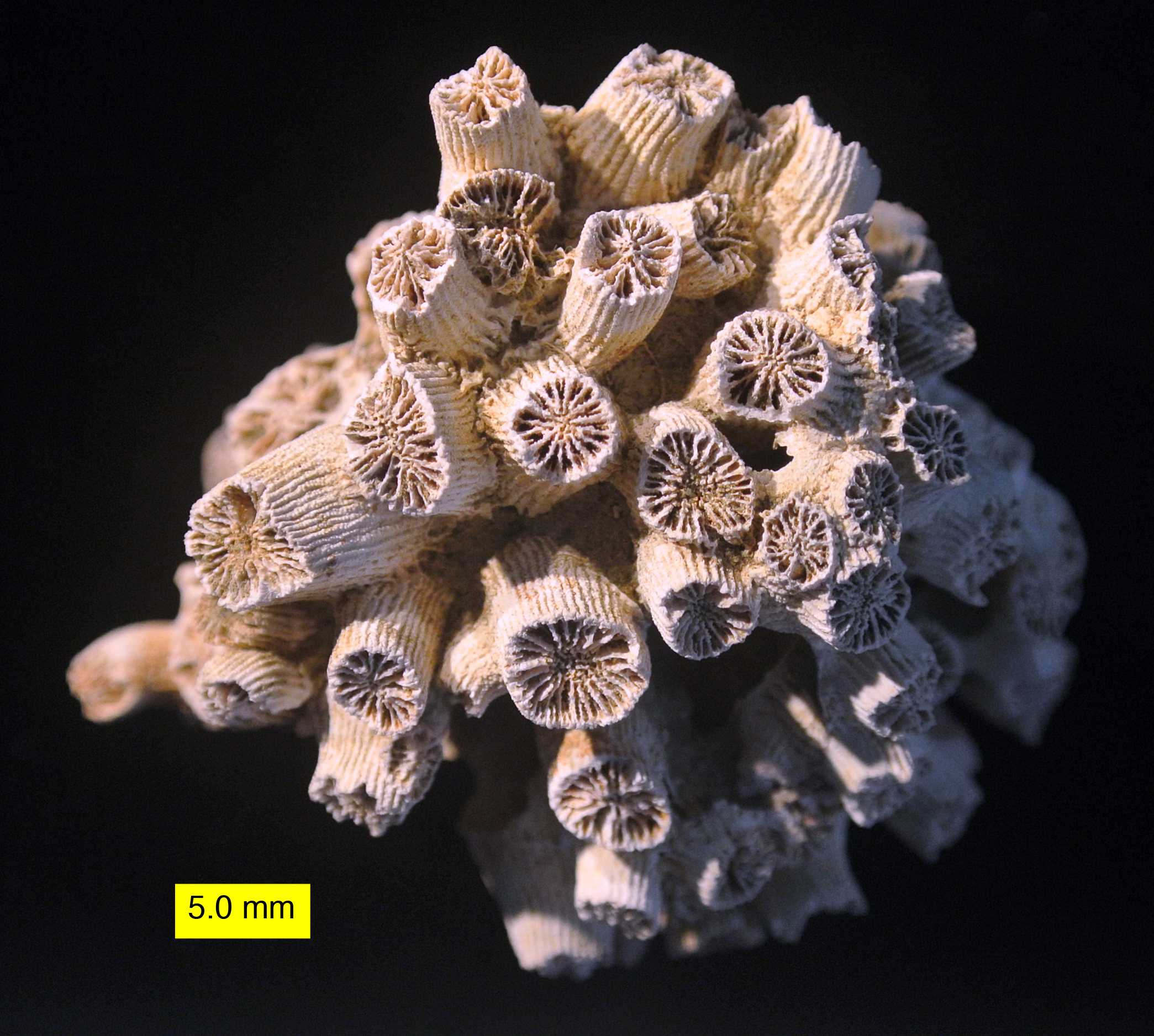
Cladocora (Coral del Plioceno)
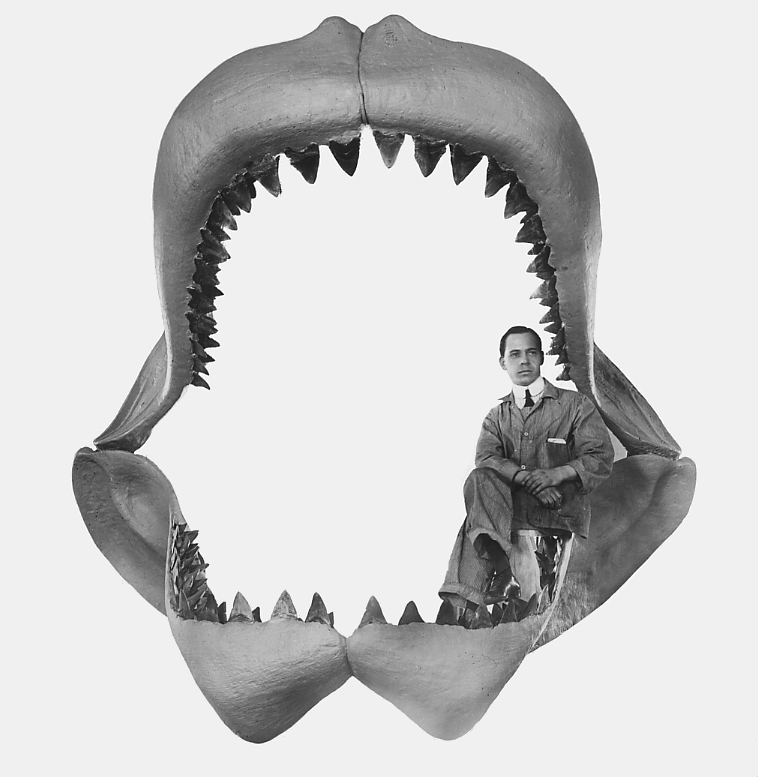
Mandíbulas de Megalodon (Tiburón del Mioceno)
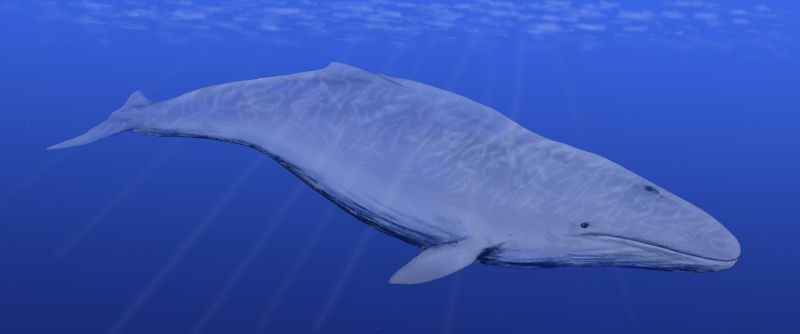
Cetotherium (Ballena del Mioceno)
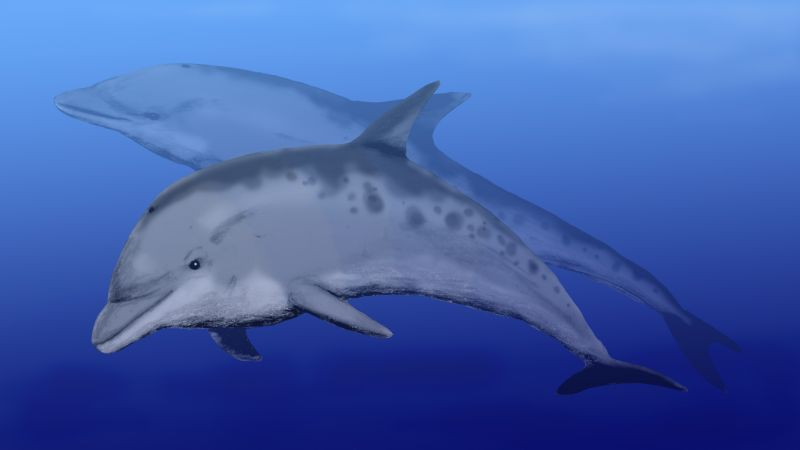
Kentriodon (Delfín del Mioceno)

### Paleozoología terrestre
Los cambios climáticos ejercieron una influencia profunda sobre las biotas terrestres.

### Modernización de los vertebrados terrestres

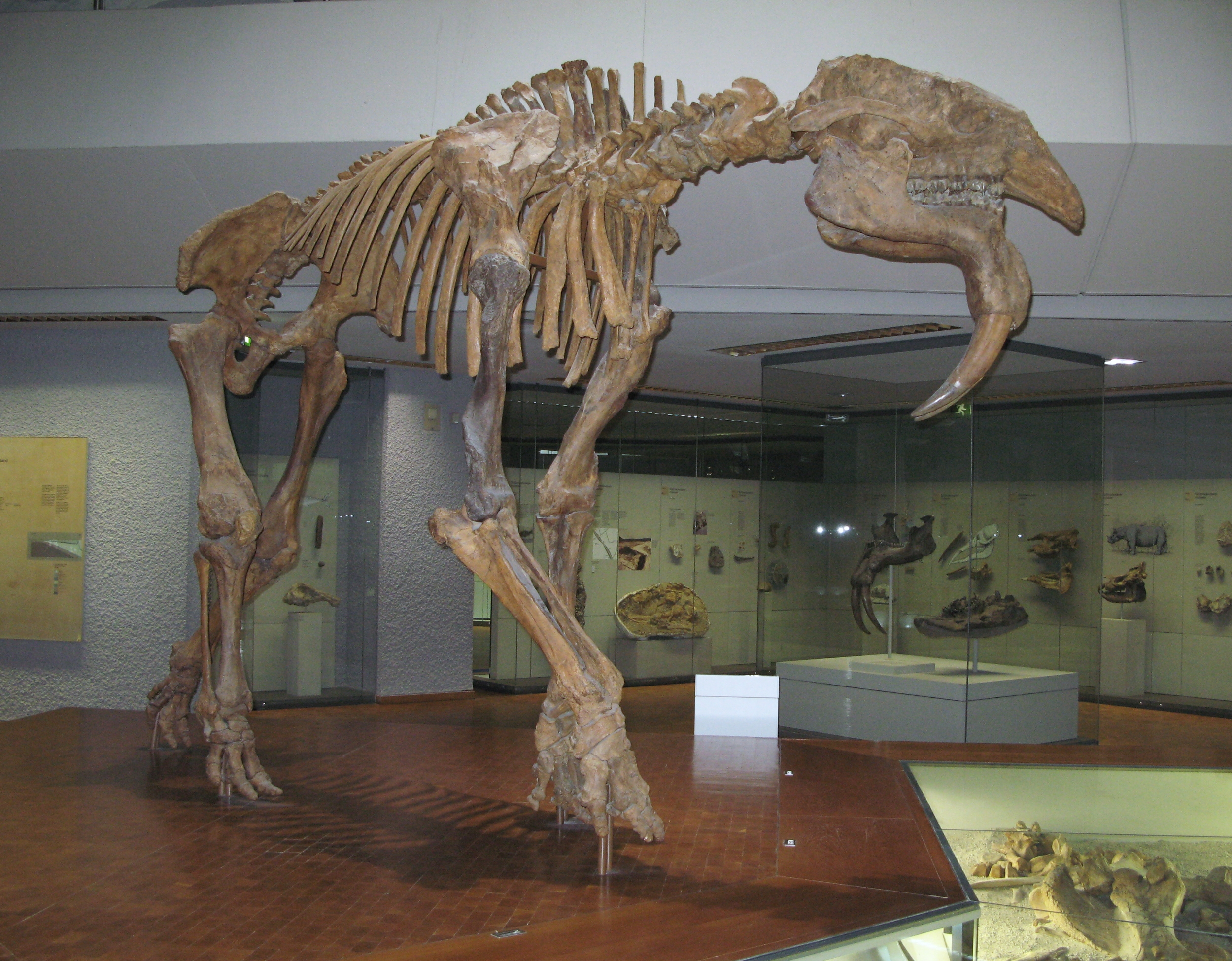
Esqueleto de Deinotherium (Proboscídeo del Mioceno).

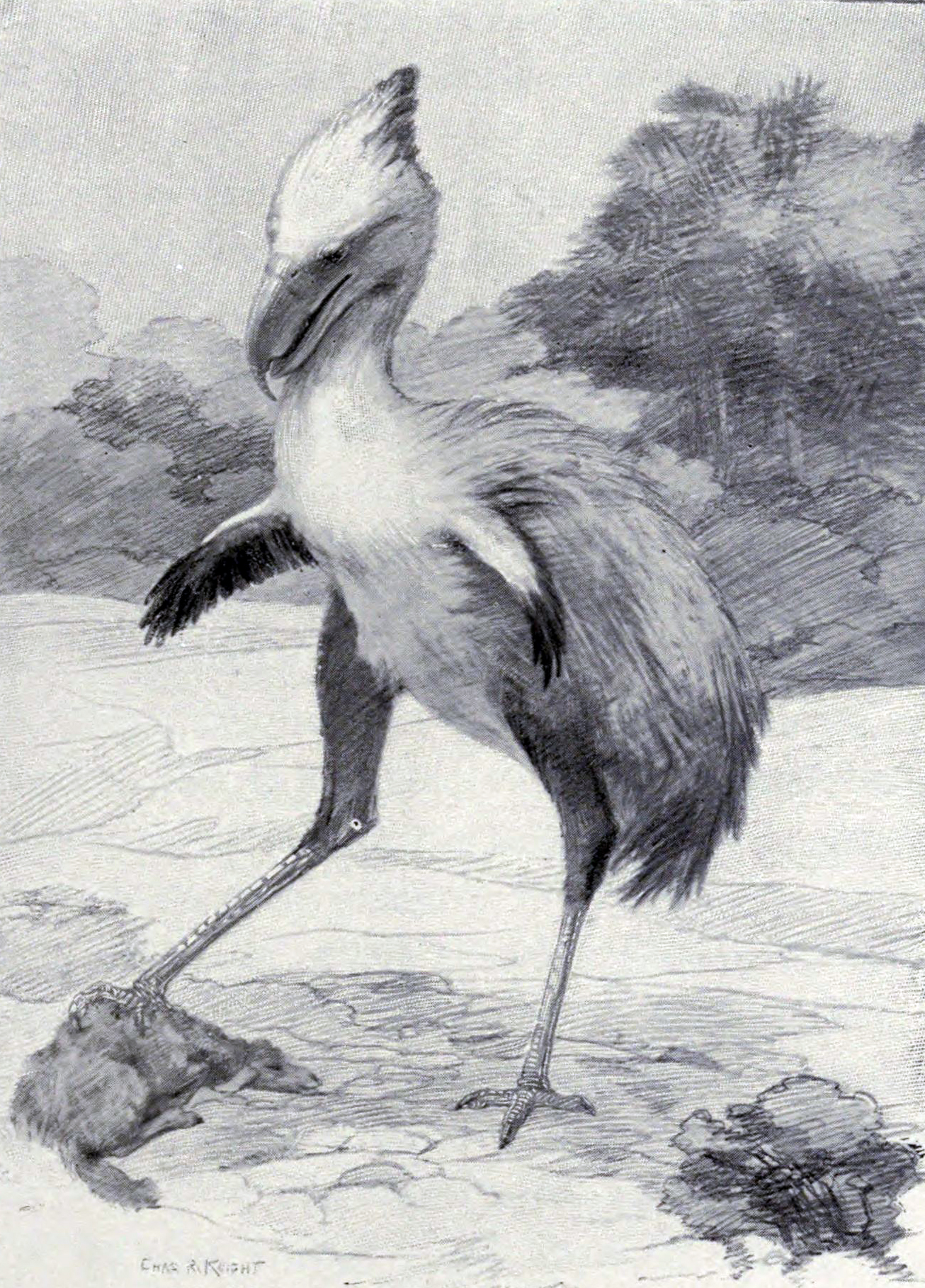
Phorusrhacos, un pájaro del terror del Mioceno de Sudamérica.

Aunque de manera general suele llamar la atención el origen de los grandes mamíferos, destaca igualmente el éxito de criaturas menores. De hecho, el Neógeno se podría llamar también la Edad de las Ranas, la Edad de las Ratas y Ratones, la Edad de las Serpientes, o la Edad de los Paseriformes. Estos cuatro grupos han experimentado una gran radiación adaptativa en los últimos millones de años. Quizás el éxito de ranas y sapos modernos es su gran capacidad para capturar insectos con sus largas lenguas. Así mismo, las serpientes se han expandido en su mayor parte a causa de la proliferación de ranas y roedores, ya que pocos predadores pueden perseguir a estos pequeños roedores en sus madrigueras. Antes del inicio del Neógeno había pocas serpientes exceptuando los miembros del primitivo grupo de Boa constrictor. La expansión de los paseriformes presumiblemente estuvo condicionada por al diversificación de las semillas de las numerosas especies gramíneas, aunque como las ranas, parte de su éxito se debe a su capacidad para capturar insectos.
En Sudamérica, los principales depredadores eran los pájaros del terror, una familia de aves no voladoras de gran tamaño. Su aspecto era parecido al del avestruz, pero eran carnívoros y algunos mucho más grandes. Tenían una altura de 0,6 a 3 m y pequeñas alas a modo de brazos que seguramente les servirían para derribar a las presas en movimiento. Vivieron en el Paleógeno y Neógeno hace 62-2 millones de años. Originarios de Sudamérica, pasaron a Norteamérica cuando se formó el istmo de Panamá. Los pájaros del terror se extinguieron, pero sus parientes actuales más cercanos son las chuñas de la familia Cariamidae.
Los grupos de grandes animales también desarrollaron sus características modernas durante este período. Entre los herbívoros, por ejemplo, las familias de rinocerontes y caballos disminuyeron después del Mioceno superior en una continuación del decaimiento general de los ungulados de dedos impares. Mientras tanto, Cervidae y Bovidae también se diversificaron durante el Mioceno, aunque el número de especies en estas familias ha disminuido desde entonces. De forma similar, muchos tipos de elefantes, incluidos los que tenían largas trompas, experimentaron un gran éxito durante el intervalo Mioceno-Plioceno, para luego declinar (hoy solo existen dos especies). Los mamuts vivieron durante el Plioceno y el Pleistoceno. Los mamíferos carnívoros (que incluían las familias del gato y el perro, aparecidas en el Paleógeno), adquieren su carácter moderno. Durante el Mioceno aparecen las familias de las hienas y los osos. Muchos grupos de mamíferos herbívoros neógenos, como los antílopes, se expandieron con éxito por las grandes extensiones de sabanas y praderas, junto con los grupos de roedores. La diversificación de herbívoros, a su vez, fomentó el éxito de grupos de carnívoros tales como hienas y leones. 

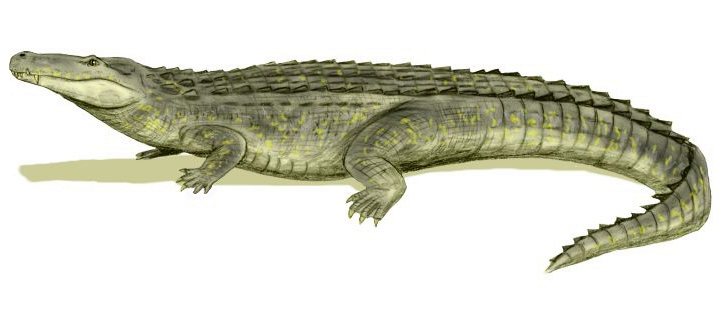
Purussaurus (cocodrilo del Mioceno)
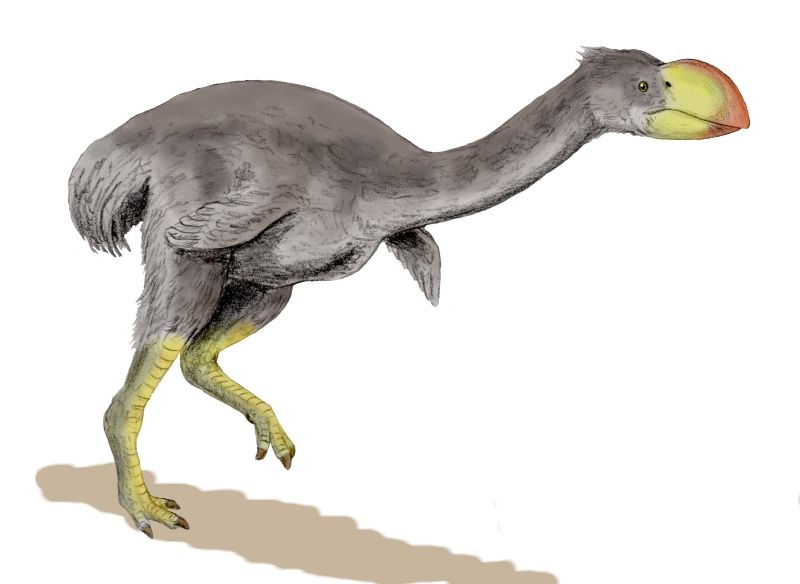
Dromornis (anseriforme del Mioceno)
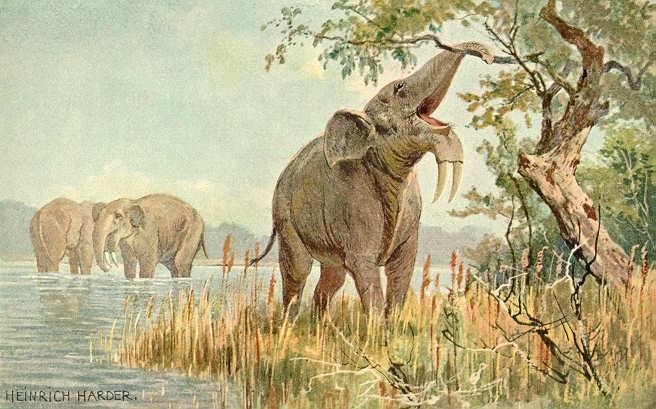
Dinoterio (elefante del Plioceno)
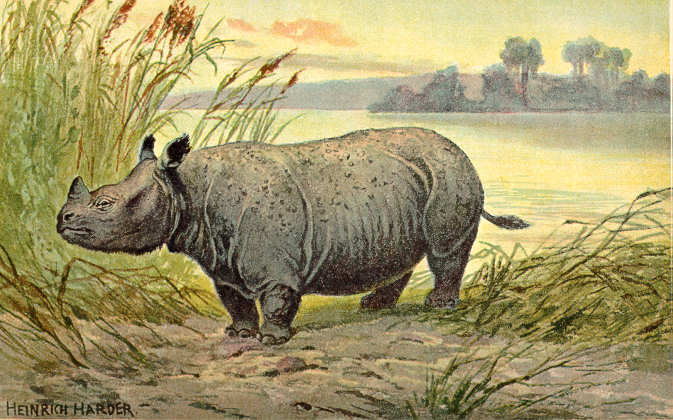
Teleoceras (rinoceronte del Mioceno)
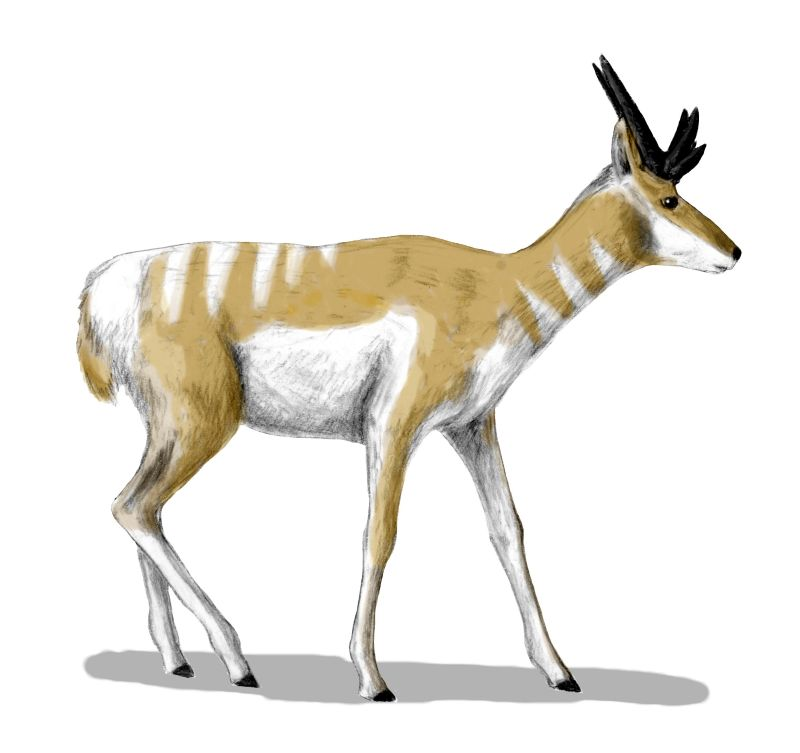
Osbornoceros (antilocáprido del Mioceno)
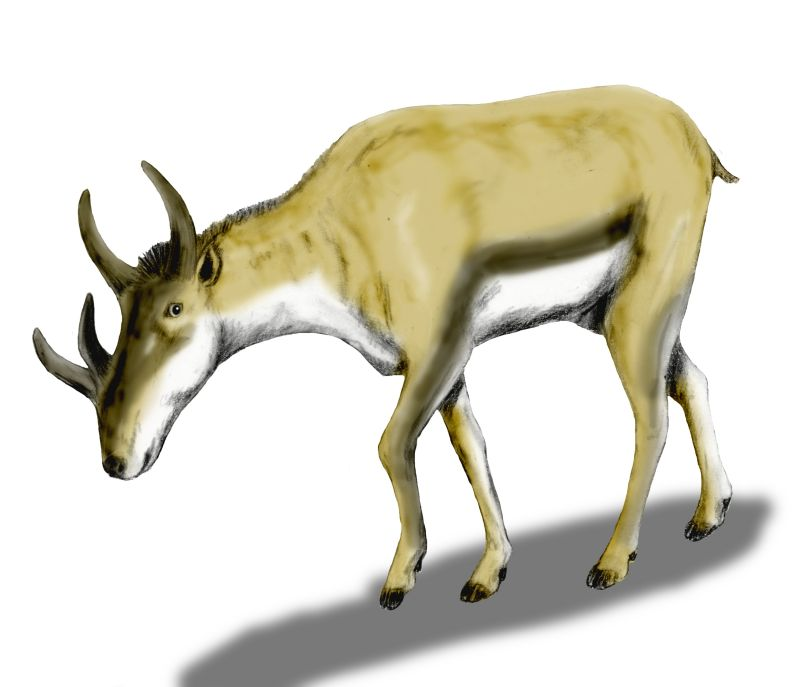
Syndyoceras (protocerátido del Mioceno)
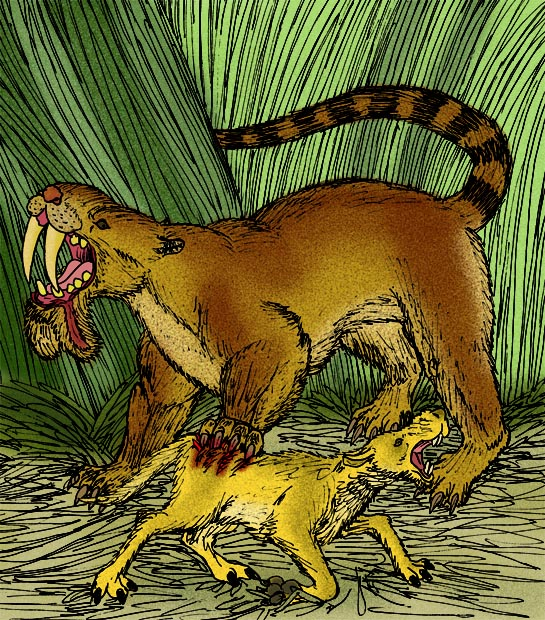
Thylacosmilus (marsupial del Plioceno)
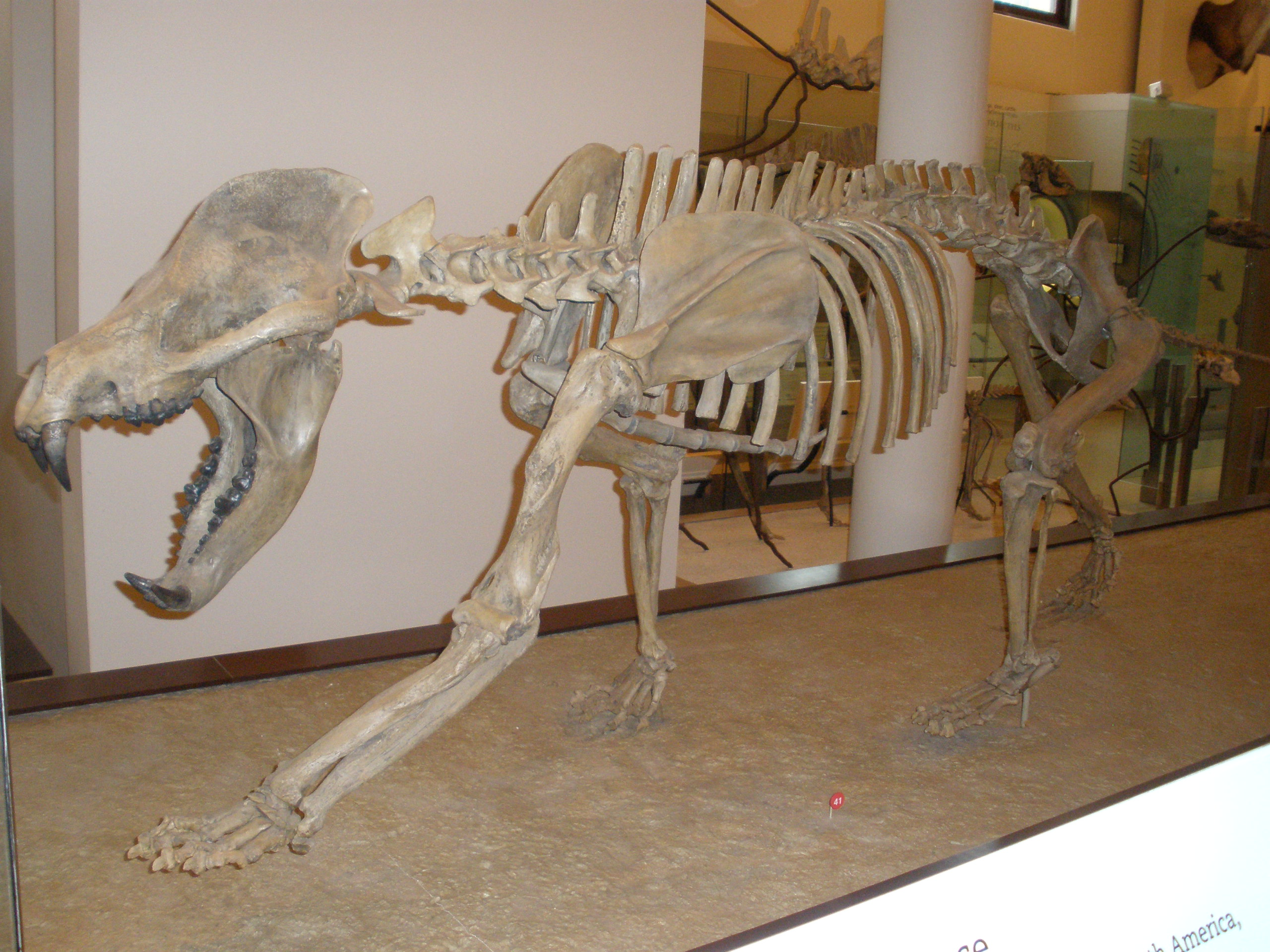
Oso-perro (Amphicyon ingenes) (carnívoro del Mioceno)
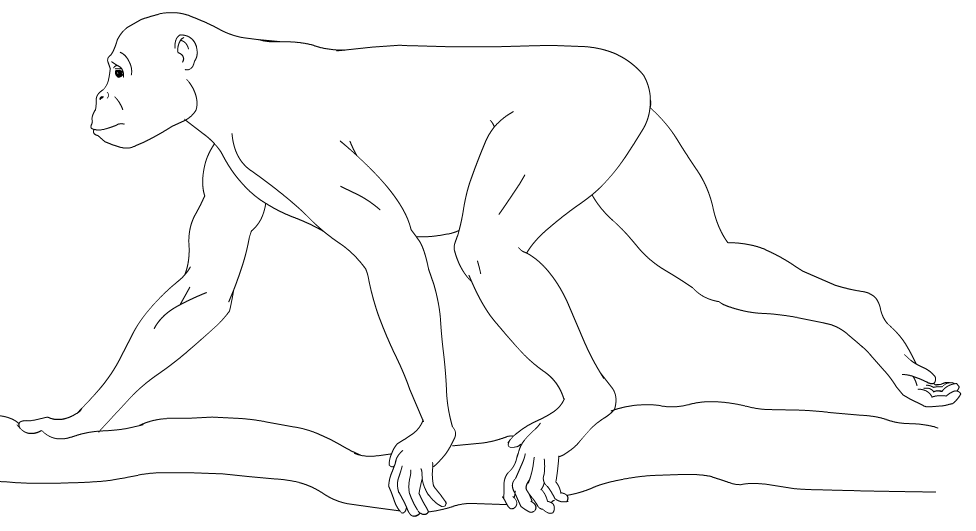
Proconsul (primate del Mioceno)
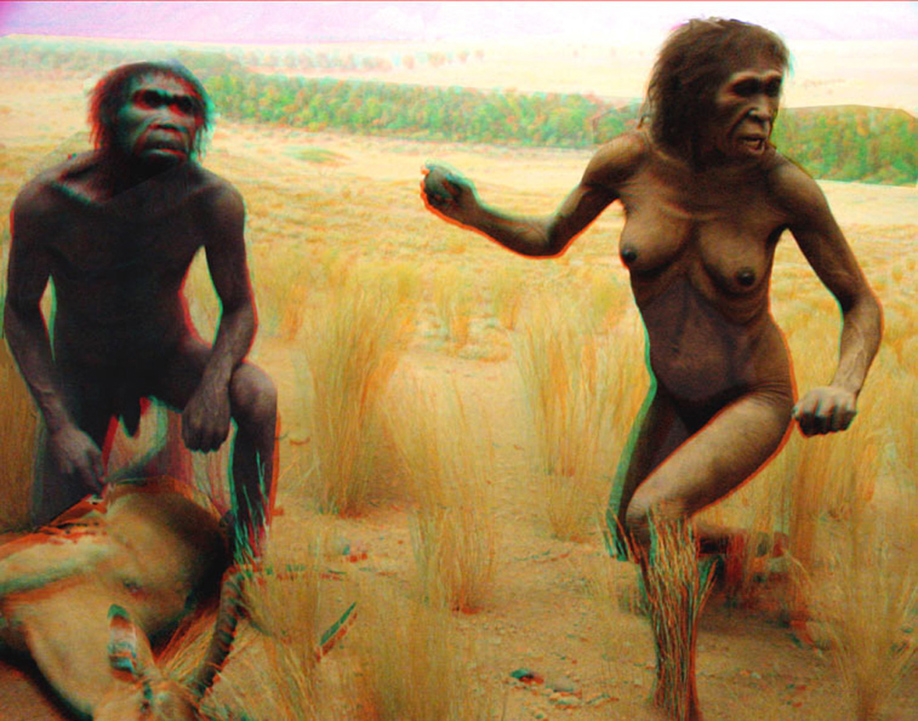
Australopithecus (hominino del Plioceno)
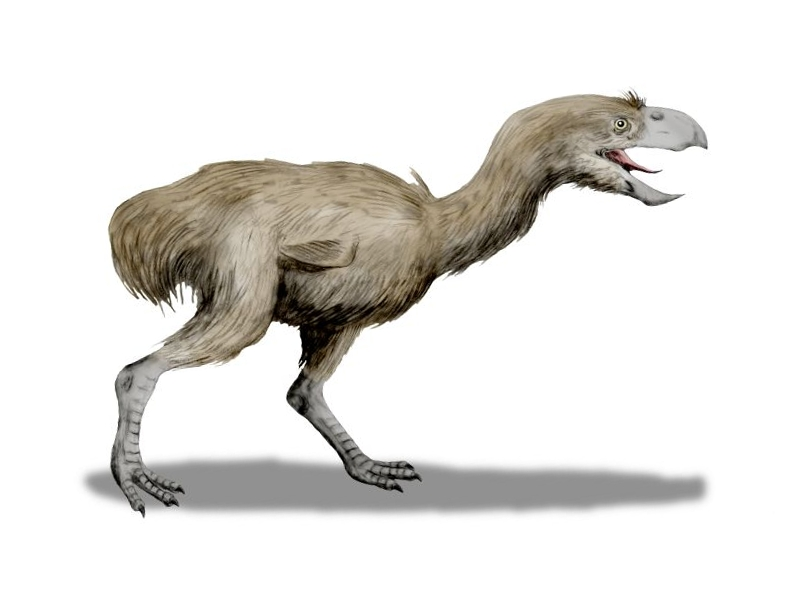
Paraphysornis brasiliensis (ave forusrácida del Mioceno)

En cuanto a los primates, los monos ya estaban presentes en el Oligoceno. El grupo más antiguo incluye los monos del Viejo Mundo que ahora viven en África y Eurasia. Antes del final del Oligoceno, un grupo distintivo de monos alcanzó Sudamérica. En todo caso, monos de ambos lados del Atlántico experimentaron radiaciones adaptativas durante el Neógeno. Entre los primates africanos se hallaban los Hominoideos, del tipo Dryopithecus y Proconsul, descendientes de formas oligocenas. Durante el Mioceno, el grupo de los primates del Viejo Mundo se amplió, con la aparición de los monos cercopitécidos (en los que hoy se encuadran macacos y babuinos).
Utilizando relojes moleculares se estima que la separación entre Homininos y chimpancés se produjo hace unos 7 millones de años a finales del Mioceno. Los primeros Homininos conocidos son Sahelanthropus tchadensis (de 6 a 7 millones de años de antigüedad) y Orrorin tugenensis (de hace 6 millones de años) del Mioceno y Ardipithecus (entre 5,8 y 4,1 millones de años) del final del Mioceno y comienzos del Plioceno. Los Australopithecus aparecieron hace unos 4 millones de años durante el Plioceno. Ya se desplazaban de manera bípeda, aunque el tamaño de su cerebro era similar al de los grandes simios actuales. La especie más antigua del género Homo, Homo habilis, vivió aproximadamente de 2,5 a 1,44 millones de años atrás, durante el comienzo del Pleistoceno (ya en el Cuaternario). Probablemente era capaz de la fabricación de primitivos utensilios de piedra. Las últimas fases de la evolución hacia los humanos se completarán durante el Cuaternario.

## Paleobotánica
El mejor indicador de los cambios climáticos son los cambios evolutivos y de distribución geográfica de las angiospermas. La gran abundancia de plantas herbáceas en este período permitiría llamarlo Edad de las Hierbas. El éxito de plantas herbáceas es el resultado del deterioro climático generalizado que tuvo lugar durante el Oligoceno y Mioceno. El enfriamiento del clima y unas condiciones más secas, ocasionaron la regresión de los bosques y la presencia de plantas herbáceas que prefieren los hábitats abiertos y pueden resistir bajas precipitaciones.

## El Neógeno en la península ibérica

### Paleobiogeografía de la península ibérica

#### Mioceno
Los sedimentos terciarios afloran ampliamente las cuencas del Tajo y Guadiana rellenando fosas tectónicas limitadas por fallas normales. Se disponen discordantes sobre el sustrato Neoproterozoico-Paleozoico y sus caracteres litológicos están fuertemente controlados en cada una de ellas, por los materiales del área fuente.
Se configuran las dos grandes cuencas de la meseta (Duero y Tajo), que habían iniciado su estructuración en el período anterior. Numerosos retazos de pequeñas cuencas (entre la que se incluyen las del norte de Extremadura) parecen prolongar ambas fosas hacia Portugal, convergiendo en la cuenca portuguesa del Tajo que se abre en este período al océano Atlántico. Las dos grandes cuencas de la meseta muestran una zona central con potentes depósitos evaporíticos y carbonáticos, que indican un drenaje muy deficiente o nulo. El mismo carácter endorreico continúa mostrando la gran fosa del Ebro, con sedimentación evaporítica. Varios episodios transgresivos hacen penetrar el mar en las zonas deprimidas de Valencia, Cataluña y en el área Penibética. En la región Sudbética se insinúan taludes y pendientes profundas, mientras el surco oceánico del Sudeste comienza a aproximar sus bordes. En este período el Macizo Penibético (las llamadas zonas internas de la cordillera Bética) entra en colisión con la plataforma peninsular. El clima alcanza en este período un máximo relativo de aridez, aunque se registran a menor escala varias oscilaciones en la humedad. La temperatura en la península sigue siendo relativamente cálida, por lo que en algunas cuencas se llegan a registrar ambientes semidesérticos como en la cuenca de Madrid. Al principio de este período tiene lugar un intercambio biótico con Europa del Noreste y con África, aunque se mantiene alta la tasa de endemismo.

Reconstrucción paleogeográfica del sur de la península ibérica durante el Mioceno previo a la formación del estrecho de Gibraltar. La línea roja indica la costa actual. S=Cuenca de Sorbas, Almería, B=Corredor bético, R=Corredor del Rift. G=Estrecho de Gibraltar, M=Mar Mediterráneo.

La segunda mitad del período es característica por su sedimentación, actividad geodinámica y cambios biogeográficos, especialmente en el Mediterráneo Occidental. El depósito de grandes espesores de evaporitas, actualmente bajo el mar, ha llevado a la interpretación de la probable y repetida desecación del Mediterráneo al final de este período incentivando notablemente las investigaciones. La mayor parte de la península septentrional tiene ya en este período una configuración similar a la actual. El golfo del Guadalquivir es la zona donde mantiene mayor desarrollo la sedimentación marina. El Mediterráneo y el Atlántico pierden poco a poco su conexión, hasta quedar prácticamente aislados por el Norte.
El aislamiento del Mediterráneo occidental indican que sus conexiones por el sur (Alborán, estrecho Sud-Rifeño) estaban también muy restringidas. Numerosos arrecifes coralinos se desarrollan bordeando los fuertes taludes de las islas del archipiélago en que se había convertido el Sudeste peninsular, al igual que las Baleares. Ellos son testimonio de las condiciones tropicales, relativamente cálidas y uniformes que reinaban en el Sur. La flora, la fauna y las evaporitas indican que las condiciones áridas predominaban en general, aunque en el Norte estaban muy atenuadas. Al final del período, numerosos inmigrantes testimonian que un activo intercambio faunístico tuvo lugar en el área entre Asia, África y Europa durante la regresión de la cuenca mediterránea.
A finales del Mioceno el mar se retira de casi toda la península, dejando un golfo cada vez más reducido en el Guadalquivir y Murcia y restos de playas en Huelva y Cataluña. En el interior funcionan aún las antiguas cuencas y aparecen otras nuevas fluviolacustres.

#### Plioceno
El levantamiento de los macizos montañosos prosigue en este período, pero sus sedimentos ya no son retenidos, fluyendo al mar a través de redes fluviales progresivamente encajadas de norte a sur. En las cabeceras de las redes de drenaje se forman rañas y piedemontes, algunos de gran extensión. El clima siguió su tónica general de aridez, con algunas variaciones episódicas. La temperatura descendió notablemente, desapareciendo los corales al principio del Plioceno y las floras tropicales a finales de este mismo.

### Paleobiología en la península ibérica
La península ibérica presenta durante el Neógeno fuertes endemismos que han sido la base para definir la Provincia Iberoccitana (península ibérica y sur de Francia) que persistió al menos desde el Eoceno inferior hasta el principio del Pleistoceno. La peculiaridad de las faunas continentales de esta bioprovincia ha ido verificándose en períodos más antiguos, y actualmente se la puede reconocer, al menos, desde el Eoceno inferior. Una bioprovincia se define por sus endemismos (taxones propios) y ausencia de taxones comunes con otras regiones próximas. Ejemplos de taxones propios de esta provincia son:
- El gasterópodo Iberus.
- El pez boga (Chondrostoma toxostoma)
- La culebra Malpolon
- Aves como el críalo (Clamator) o la collalba negra (Oenanthe leucura)
- Mamíferos como el primate Agerina y los ratones Castillomys o Stephanomys.

Se puede señalar asimismo significativas ausencias de taxones de amplia distribución en Europa y no justificadas por razones ecológicas como:
- Aguilucho pálido (Circus cyaneus)
- Estornino pinto (Sturnus vulgaris)

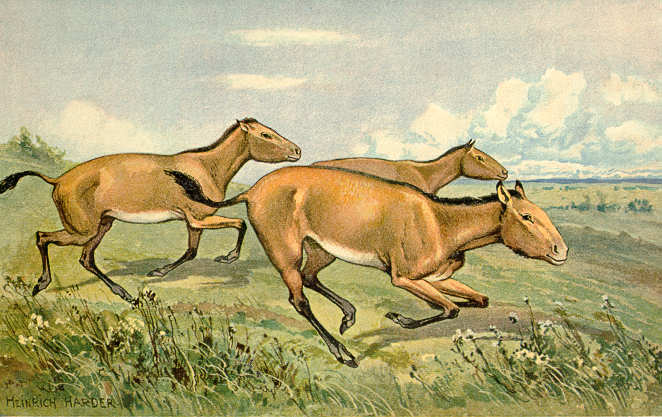
Dibujo de Hipparion.

A pesar de la gran homogeneización que han supuesto para Europa las glaciaciones cuaternarias, la individualidad de esta bioprovincia se ha mantenido hasta la actualidad. Dentro de esta bioprovincia, la península ibérica posee también una individualidad acusada (siendo los Pirineos una frontera histórica menos importante que la que separa Iberoccitania del Norte de Francia). Dentro de la península también existen diferencias notables entre la región septentrional y meridional. Cuando el biogeógrafo intenta explicar esta diferenciación no justificada por razones ecológicas o climáticas, debe recurrir a la paleogeografía. Muchos taxones probablemente inmigrantes se han instalado en la península y en las Baleares a lo largo del Cenozoico.
La fauna autóctona resistió muchas invasiones sin perder sus características diferenciales, e incluso recibió refugiados que subsistieron más tiempo en esta bioprovincia (paleoendemismos). Una mayoría de inmigrantes parecen ser de procedencia eurasiática, otros son asiáticos no europeos y otros africanos. Dado que la relación con Europa ha sido la más regular y duradera, hay más dificultades para explicar la colonización de Iberoccitania por los otros dos grupos de inmigrantes. Las dificultades han sido aún mayores cuando los datos indican que estos inmigrantes llegaron antes a Iberoccitania que al resto de Europa (caso de los mastodontes, jiráfidos, el équido Hipparion y muchos más). Evidencias paleobiogeográficas revelan que las actuales hipótesis paleogeográficas no son completamente satisfactorias. Cuando un área tan fuertemente diferenciada como la provincia Iberoccitana registra inmigrantes orientales y meridionales antes que de otras áreas mayores, como Europa, que tienen a priori más amplios contactos con las fuentes de procedencia, es que hay razones para sospechar que además del clima, diferente del Norte, existía una mayor facilidad de conexión terrestre entre el Este y Oeste del Mediterráneo. Esto viene apoyado también por la gran cantidad de especies disyuntas Ibero-Balcánicas. La frecuencia de migraciones terrestres entre Asia e Iberia sobre todo, pero también entre África e Iberia, indican que existían numerosos jalones terrestres entre las tres regiones, que serían practicables en épocas de regresión de las plataformas.